# Stanisław Widomski
Stanisław Widomski (ur. 8 października 1885 w Wieliczce, zm. 21 kwietnia 1968) – polski inżynier, urzędnik, członek Naczelnej Komendy Obrony Lwowa w listopadzie 1918 roku.

## Życiorys
Syn Ludwika i Katarzyny z Gasińskich. Ukończył studia na wydziale mechanicznym Politechniki Lwowskiej. Podczas studiów był członkiem wydziału i komisji szkontrującej Czytelni Akademickiej we Lwowie. Pod koniec I wojny światowej wziął udział w obronie Lwowa w trakcie wojny polsko-ukraińskiej pełnił funkcję kierownika działem politycznym w Naczelnej Komendzie Obrony Lwowa. W stopniu porucznika był zastępcą szefa sztabu por. Stanisława Łapińskiego. Początkowo był zwolennikiem ugody i poddania miasta.
Po odzyskaniu przez Polskę niepodległości z 1918 sprawował stanowisko prezesa Głównego Urzędu Naftowego, a w czerwcu 1923 został mianowany generalnym sekretarzem Komitetu Ekonomicznego Ministrów RP. Pełnił funkcję dyrektora Departamentu Administracyjnego w Ministerstwie Skarbu. Był członkiem rady nadzorczej Banku Gospodarstwa Krajowego. Publikował pracę z dziedziny gospodarki, w tym dotyczące Górnego Śląska.
We wrześniu 1939 r. na polecenie swoich przełożonych wyjechał z Warszawy na wschód i tam po odmowie współpracy z władzami sowieckimi został aresztowany. Ze Lwowa przewieziono go do Moskwy na słynną Łubiankę. Miał tam miejsce ciekawy incydent. Przebywającego z nim w celi, znacznego urzędnika władz Carapkina, później w latach 60. ambasadora b. ZSRR w Genewie,   poinformował o tym, że Hitler w „Mein Kampf” przewidywał podbój nie tylko Polski, lecz i jego kraju. Po przesłuchaniu na tę okoliczność został wysłany do obozu karnego NKWD w Karagandzie w Kazachstanie, gdzie został skazany  zaocznie na 8 lat łagru "kak socjalno opasnoje lico" (osoba niebezpieczna społecznie). Tuż po najeździe Hitlera na ZSRR w czerwcu 1941 r. sąd okręgowy w obozie karnym NKWD skazał go 4 lipca 1941 na karę śmierci (zachował się odpis wyroku). Po umowie Sikorskiego ze Stalinem dotyczącym losu Polaków Stanisław Widomski został zwolniony z więzienia i odbył wędrówkę przez Persję i Bliski Wschód. Po wojnie wrócił do Polski, gdzie bezskutecznie starał się o zwrot swojego domku w Warszawie. Pracował w biurze odbudowy Filharmonii Warszawskiej. 
Zmarł 21 kwietnia 1968 i został pochowany w grobowcu rodzinnym na Cmentarzu Komunalnym w Wieliczce (sektor IXa-1-1).

## Publikacje
- Złączenie Górnego Śląska z Polską jako warunek dobrobytu Górnego Śląska (1920)
- Conditions de la prospérité de la Haute-Silésie (1921)
- Die Lebensbedingungen Oberschlesiens (1921)

## Ordery i odznaczenia
- Krzyż Komandorski Orderu Odrodzenia Polski (27 grudnia 1924)[8][11]
- Krzyż Niepodległości (4 listopada 1933)[12]
- Krzyż Walecznych
- Złoty Krzyż Zasługi (dwukrotnie: 9 listopada 1931[13][14], 11 listopada 1937[15])